# Reichenowgirlitz
Der Reichenowgirlitz (Crithagra reichenowi, Syn.: Serinus reichenowi) ist eine Art aus der Familie der Finken. In Ostafrika ist der Reichenowgirlitz ein häufiger Vogel, der besonders in den arideren Regionen regelmäßig anzutreffen ist. Die Art wird in Europa gelegentlich als Ziervogel gehalten.

## Beschreibung
Der Reichenowgirlitz erreicht eine Körperlänge von elf Zentimeter. Das Gefieder beider Geschlechter ist ähnlich.
Das Gesicht ist grau. Der Überaugen- und der Stirnstreif sich weißlich bis hellgelb. Der Bartstreifen ist schwarz. Die Körperunterseite ist weißlich mit einer braunen Strichelung. Die Körperoberseite ist spatzenartig graubraun. Der Bürzel ist auffallend gelb. Der Schnabel ist bräunlich hornfarben, der Unterschnabel ist in der Basis etwas aufgehellt. Die Augen sind braun, die Beine sind hellbraun bis dunkel fleischfarben. Jungvögel ähneln den adulten Vögeln, sind jedoch auf der Körperoberseite etwas bräunlich und weisen eine etwas intensivere Strichelung auf.
Verwechslungsmöglichkeiten bestehen im Verbreitungsgebiet mit dem Angolagirlitz und dem Strichelgirlitz. Der Strichelgirlitz ist etwas größer und langschwänziger als der Reichenowgirlitz. Er ist außerdem auf der Körperunterseite stärker gestrichelt. Vom Angolagirlitz unterscheidet sich der Reichenowgirlitz durch seine hellere Körperunterseite und die reinweiße Kehle.

## Verbreitungsgebiet
Das Verbreitungsgebiet des Reichenowgirlitz reicht vom Süden Äthiopiens bis nach Uganda und Tansania. Sein Lebensraum sind Buschland und mit Bäumen durchsetztes Grasland. Er kommt vor allem an Hängen und Flussufern vor. Der Reichenowgirlitz hat sich auch menschlichen Siedlungsraum erschlossen und kommt auch auf Plantagen und in Gärten vor. Seine Nahrung besteht vor allem aus Grassamen sowie aus verschiedenen Kräutern. Seine Nahrung sucht er überwiegend am Boden.

## Lebensweise
Die Nahrungsgewohnheiten des Reichenowgirlitz sind bislang nicht abschließend untersucht. Vermutlich ernährt er sich von Samen. Er kommt überwiegend einzeln, in Paaren oder kleinen Trupps von bis zu 15 Individuen vor. An Wasserlöchern versammeln sich gelegentlich bis zu 50 Individuen.
Die Fortpflanzungsbiologie dieser Art ist bislang nicht abschließend untersucht. Die Fortpflanzungszeit fällt in Äthiopien in den Mai, in Somalia dagegen in den September. Das Nest ist ein kleiner Napf, der aus feinen Wurzeln und Grashalmen gebaut wird. Er befindet sich gewöhnlich auf dem Ast eines Baumes oder eines Strauches. Das Gelege besteht aus drei bläulich weißen Eiern, die braune und schwarze Farbmarkierungen aufweisen. Die Brutzeit beträgt 14 Tage. Die Nestlingszeit beträgt 17 Tage. Sie sind etwa um den 30. Lebenstag selbständig.

## Einzelbelege
1. 1 2  Fry u. a.: The Birds of Africa. 2004, S. 476.